# T. Howard Stewart
Thomas Howard Stewart, född 17 mars 1869 i Montréal, Québec, död där 3 september 1951, var en kanadensisk curlingspelare. Han var med i laget som kom delad tvåa i uppvisningsgrenen curling i de olympiska vinterspelen 1932 i Lake Placid.